# Johnny Dixon
John Thomas Dixon (Hebburn, 10 de diciembre de 1923 – Sutton Coldfield, 20 de enero de 2009) fue un futbolista británico, que fue uno de los jugadores más emblemáticos del Aston Villa y capitán del equipo ganador de la FA Cup de 1957.
Dixon jugó primero en el Spennymoor United antes de firmar por el Aston Villa poco después de la Segunda Guerra Mundia. Con este equipo, jugó 16 temporadas, jugó casi 400 partidos y marcó más de 130 goles. 
Dixon murió a causa del Alzheimer el 20 de enero de 2009 en el Good Hope Hospital de Sutton Coldfield.

## Clubes
| Club              | País       | Año       | Partidos | Goles |
| ----------------- | ---------- | --------- | -------- | ----- |
| Spennymoor United | Inglaterra |           |          |       |
| Aston Villa       | Inglaterra | 1945–1961 | 392      | 132   |